# Lakhdar Brahimi
Lakhdar Brahimi (arabă: الأخضر الإبراهيمي, n. 1 ianuarie 1934, El Azizia, Franța) este un om politic algerian, fost ministru de externe (iunie 1991 - februarie 1993), emisar al ONU și Ligii Arabe pentru Siria. Membru al “The Elders" – grup independent de lideri reuniți de către Nelson Mandela în 2007, care lucrează împreună pentru pace și drepturile omului.

## Biografie
Brahimi s-a născut în 1934 la al-Azizia (العزيزية), Algeria, la aproximativ 60 km sud de capitala Alger. Va studia dreptul și științele politice în Algeria și Franța. În timpul Războiului Algerian (1956 - 1962) a fost delegat al Frontului Eliberării Naționale în Asia de Sud-Est , având la acea vreme doar 22 de ani.

## Carieră
După Războiul Algerian Lakhdar Brahimi devine ambasador al Algeriei în Egipt, apoi în Marea Britanie. În calitate de trimis special al Comitetului Tripartit al Ligii Arabe pentru Liban, acesta va participa la negocierile cu privire la încheierea Tratatului Taif (اتفاقية الطائف), care va aduce încheierea războiului civil libanez și revenirea la normalitate politică în acest stat.
Brahimi va deține funcția de Ministru al Afacerilor Externe din 1991 până în 1993 și va fi reprezentantul permanent al Algeriei la Liga Arabă (1984 - 1991). Totodată, acesta va fi reprezentant special al ONU în Haiti și Africa de Sud, ulterior în Afganistan și Irak (din 2011).
Diplomatul algerian a coordonat echipa care a elaborat în 2000 un raport deosebit de important cu privire la provocările cu care se confruntă misiunile peacekeeping ale ONU , sugerând și necesitatea unei reforme instituționale în cadrul organizației .
Brahimi este cunoscut pentru activități în domeniul soluționării conflictelor, peacemaking și peacekeeping, acesta fiind preocupat, în principal, de probleme ce țin de pacea și securitatea internațională .

##### Misiunea în Irak
Lakhdar Brahimi a fost împotriva războiului din Irak chiar de la început, fapt care va determina administrația Bush să atace organizația din care acesta făcea parte, acuzând-o de lipsă de susținere. Mai târziu, Bush își va schimba poziția și va cere ajutorul consilierului ONU: americanii aveau nevoie de cineva "potrivit" care ar merge în Irak pentru a negocia crearea unui guvern interimar. Naționalist arab și persoană care s-a declarat în mod public împotriva războiului, Brahimi va ezita să dea un răspuns imediat - nu își dorea această misiune. Mai târziu, acesta va ceda cererilor stăruitoare ale administrației Bush. Persoane din anturajul său vorbesc chiar de un lider american care l-a implorat pe Brahimi să accepte oferta. Bush nu prea știa cum va arăta noul guvern irakian. Întrebat cum va arăta executivul care va asigura tranziția, acesta va răspunde: "această decizie îi aparține domnului Brahimi". Spre deosebire de Bush care părea puțin interesat sau informat, Brahimi avea un plan: acesta propune o guvernare cu un prim-ministru, un președinte (șef al statului) și doi vicepreședinți. De asemenea. emisarul considera că poporul irakian este cel care trebuie să-și aleagă guvernanții - candidați calificați, femei și bărbați. Timpul însă va arăta că lucrurile nu erau atât de simple precum păreau: în ciuda aparențelor, administrația americană avea planul ei, iar Brahimi nu va avea libertatea absolută promisă de americani pentru a-și atinge obiectivele.
Emisarul își va începe misiunea în Irak în primăvara lui 2004 organizând mai multe întâlniri cu lideri religioși, reprezentanți ai societății civile, oameni politici și de știință - metoda Brahimi, ar spune colegii diplomatului algerian. Cu toate acestea, guvernul interimar nu va fi alcătuit din oamenii aleși de Brahimi, ci din persoane de încredere ale administrației americane, care priveau cu suspiciune strategia "consultărilor ample" a emisarului. Prin urmare, visul lui Brahimi de a restabili suveranitatea și independența Irakului și de a pune bazele unei tehnocrații cu oameni "onești și calificați" în funcții-cheie nu va deveni o realitate foarte curând.
În luna mai a anului 2004, ca urmare a publicării unor rapoarte cu privire la abuzurile și umilirea la care sunt supuși deținuții irakieni de la Abu Ghraib, în calitatea sa de consilier special ONU, Brahimi are o întrevedere cu trimisul special al Bagdadului la Comitetul Internațional al Crucii Roșii. Cei doi au discutat condiția  irakienilor din unitatea respectivă și s-au declarat nemulțumiți de comportamentul americanilor și forțelor aliate.

##### Politica israeliană
În calitatea sa de emisar ONU pentru Irak, Brahimi se va declara, în repetate rânduri, nemulțumit de politica statului israelian. Acesta va descrie politica israeliană față de palestinieni ca fiind "marea otravă a regiunii", adăugând că acțiunile Israelului în Cisiordania și Fâșia Gaza au determinat intensificarea violențelor în Irak . Afirmațiile acestuia vor trezi furia administrației Bush și a guvernării israeliene. Brahimi însă nu se va lăsa afectat de atitudinea ostilă și va mai adăuga ulterior "ceea ce am afirmat, nu este o opinie, ci un adevăr". Emisarul va condamna atât politica de securitate violentă și represivă, cât și intenția guvernului israelian de a ocupa mai multe teritorii palestiniene.

##### Raportul Brahimi
Raportul a fost elaborat de Brahimi și un grup de experți ai ONU și a fost publicat pe 21 august 2000. Acesta conține un set de recomandări cu privire la misiunile peacekeeping ale organizației și analizează unele misiuni care ar fi putut avea o evoluție mai bună.
Referindu-se la misiunile de menținere a păcii, Brahimi face distincția între imparțialitate și neutralitate: imparțialitatea reprezintă respectul pentru principiile stipulate în Cartă și „obiectivele unui mandat”, în timp ce neutralitatea reprezintă tratamentul egal al tuturor părților implicate, de-a lungul întregii perioade a conflictului. Brahimi ține să menționeze că, uneori, părțile nu sunt reprezentate de "egali, din punct de vedere moral", ci de "agresori evidenți și victime", iar recurgerea la forță în astfel de cazuri este justificată, constituind o datorie morală a agenților păcii. Autorii raportului consideră că situații ca cele din fosta Iugoslavie și Rwanda, în care participanții la operațiunile de menținere a păcii au fost doar observatori rezervați, nu trebuie să mai existe.
Un alt aspect important despre care se vorbește în celebrul raport este comunicarea: cu lideri, grupuri rivale, cât și cu populația care trebuie informată cu privire la obiectivele misiunii reprezentanților ONU. Nu mai puțin informată cu privire la evoluția conflictelor trebuie să fie mass-media.

##### Ani importanți
- 1956 - 1961 Reprezentant al Frontului de Eliberare Națională în Indonezia
- 1963 - 1970  Ambasador în Egipt și Sudan, și reprezentant permanent la Liga Arabă
- 1971 - 1979  Ambasador în Marea Britanie
- 1982 - 1984  Consilier Prezidențial
- 1984 - 1991  Subsecretar General al Ligii Arabe
- 1989 - 1991  Trimis special al Ligii Arabe în Liban
- 1991 - 1993  Ministru de Externe al Algeriei
- 1993 - 1994  Emisar ONU pentru Africa de Sud
- 1994 - 1996  Emisar ONU pentru Haiti
- 1996 - 1997  Misiuni speciale în Yemen, Camerun, Angola, Liberia etc.
- 1997 - 1999  Emisar ONU pentru Afganistan
- 2004 - 2005  Consilier special și Subsecretar General ONU
- ianuarie - iunie 2004  Emisar ONU pentru Irak
- 2007 - prezent  Membru al grupului “The Elders"
- 2012 - prezent  Emisar al ONU și Ligii Arabe pentru Siria

##### Premii și distincții
În 2010 Fundația Chirac  îi va acorda lui Lakhdar Brahimi Premiul Special al Juriului pentru Prevenirea Conflictelor. În timpul ceremoniei de decernare a premiilor, Brahimi va declara: "Comunitatea internațională, ONU și organizațiile regionale încă nu au mobilizat o voință politică comună, singura care poate ridica practica prevenirii conflictelor la un nivel de eficiență care ar permite comunităților, statelor sau chiar regiunilor întregi să se apere de flagelul conflictului devastator" .

## Viața personală
Lakhdar Brahimi are un frate și două surori. Acesta declara într-un interviu că surorilor sale le-a fost interzis accesul la educație, fapt care îl va determina să lupte împotriva discriminării și să promoveze egalitatea de gen.
Brahimi este căsătorit și are trei copii. Vorbește fluent limbile arabă, franceză și engleză. Fiica acestuia, Rym, a fost corespondentă CNN la Bagdad în 2003 și este căsătorită cu Prințul Ali al Iordaniei.  

## Legături externe
- AlArabiya: Brahimi tells Al Arabiya Syrian govt has to meet people’s demand for change
- AlJazeera: Syria peace envoy Lakhdar Brahimi
- BBC: UN envoy Brahimi says Syria mission 'nearly impossible'
- BBC: Brahimi rues 'lost opportunity' to end Syria crisis
- CNN: Christiane Amanpour's full interview with Lakhdar Brahimi, U.N.-Arab League Joint Special Envoy to Syria Arhivat în 28 iulie 2021, la Wayback Machine.
- EuroNews: Syrian peace talks inconclusive Arhivat în 3 februarie 2014, la Wayback Machine.
- EuroNews: UN mediator in Syria peace talks ‘encouraged’ so far Arhivat în 3 februarie 2014, la Wayback Machine.
- Russia today: 'No military victory for any side in Syria’ – UN peace envoy
- RTD: Lakhdar Brahimi, interviu în exclusivitate Arhivat în 22 februarie 2014, la Wayback Machine.
- The Telegraph: Lakhdar Brahimi urges UN to unite to prevent destruction of Syria
- TV5MONDE: Lakhdar Brahimi, médiateur de l'ONU et de la Ligue arabe pour la Syrie
- YouTube: Conferință de presă Serghei Lavrov și Lakhdar Brahimi
- YouTube: Lakhdar Brahimi - Arab League Special Envoy for Syria (29/8/13), preluat de pe BBC (HARDtalk)
- YouTube: Lakhdar Brahimi au régime algérien
- YouTube: Lakhdar Brahimi: How to make peace in countries in conflict
- YouTube: Lakhdar Brahimi: 'You can blame us', preluat de pe AlJazeera
- YouTube: Syria \\ Lakhdar Brahimi, Press Conference (Geneva, 24 January 2014)